# Waldschänke (Müncheberg)
Waldschänke ist ein Wohnplatz der Stadt Müncheberg im Landkreis Märkisch-Oderland in Brandenburg.

## Geografische Lage
Der Wohnplatz liegt südwestlich des Stadtzentrums und dort südlich an der Bundesstraße 168, die von Südwesten kommend nach Müncheberg führt. Nordwestlich schließt sich der bewohnte Gemeindeteil Eggersdorf-Siedlung an. Im Süden befindet sich der Flugplatz Eggersdorf.